# HD 118889
HD 118889，又名BD+11 2589，SAO 100654、HR 5138，是一颗恒星，视星等为5.57，位于銀經339.9，銀緯70.08，其B1900.0坐标为赤經13h 34m 38.7s，赤緯+11° 70.08′ 15″。